# Глинский, Василий Михайлович
Князь Василий Михайлович Глинский (ум. 1565) — московский воевода, наместник и боярин во времена правления Ивана IV Васильевича Грозного.
Единственный сын боярина князя Михаила Львовича Дородного-Глинского (ум. 1534) и Елены Ивановны Телепневой-Оболенской. Двоюродный дядя великого князя и царя Ивана Васильевича Грозного.

## Биография
Впервые упоминается в источниках в марте 1542 года, когда он присутствовал при приёме великим князем Иваном Васильевичем литовского посольства.
В 1560 году по царскому приказу, назначенный первым воеводой Большого полка, возглавил поход из Дерпта на Тарваст. Вместе с князем Петром Семеновичем Серебряным преследовал великого литовского гетмана Николая «Рыжего» Радзивилла и разбил его отряд под Пернау.
Летом 1561 года попал в царскую опалу, его обвинили в попытке побега в Великое княжество Литовское, а в июле он был арестован, в конце того же месяца подписал крестоцеловальную грамоту и был освобожден. За него поручились митрополит Макарий и высшее духовенство. В «проклятой» грамоте он признавал, что «преступил» перед царем и обязывался не ссылаться с польским королём Сигизмундом Казимировичем Старым и литовскими вельможами, обязался верно служить московскому государю и его супруге Марии Черкасской, царевичам Ивану и Фёдору.
В 1562 году получил боярство и титул наместника казанского. В том же году участвовал в мирных переговорах с литовским гонцом, паном Алексеевым, присланным литовской Радой к московскому митрополиту и боярам. Литовский посол добивался в Москве продления перемирия, чтобы потом начать переговоры о мире. Русско-литовские переговоры закончились безрезультатно.
Осенью 1562 года первый воевода Передового полка в царском походе на Полоцк. Его заместителем был воевода Алексей Данилович Басманов. В феврале 1563 года, после взятия Полоцка и возвращения Ивана Грозного, упомянут первым воеводой Передового полка.
В 1564 году первым воевода Большого полка русской рати на южных границах.
В конце июля или начале августа 1565 года боярин Василий Михайлович Глинский скончался, не оставив после себя потомства. Похоронен в Троице-Сергиевой лавре.
Женат на дочери князя Судцкого Ивана Фёдоровича (не указано младшего или старшего) — княгине Ирине (есть основания полагать, что это была дочь Ивана Меньшого). В 1560 году по своему зятю, князю В.М. Глинском, жена князя Ивана Фёдоровича, княгиня Агриппина, дала вклад 200 рублей в Кирилло-Белозёрский монастырь.